# Terrarossa (film)
Terrarossa è un film del 2001 diretto da Giorgio Molteni.
Il film è tratto dal romanzo La teda (1957) dello scrittore calabrese Saverio Strati.

## Trama
Nel 1943 quattro muratori giungono a Terrarossa, paese dell'Aspromonte dove la guerra ha distrutto tutto. Devono costruire una casa per senzatetto ma il salario è minimo. Filippo, uno di loro, si ribella a quella situazione.